# Dom Arcybractwa Miłosierdzia w Krakowie (ul. Sienna)
Dom Arcybractwa Miłosierdzia także Kamienica Salomonowska – zabytkowa kamienica znajdująca się w Krakowie, w dzielnicy I przy ulicy Siennej 5, na rogu z ulicą Stolarską 1a, na Starym Mieście.
Jest jedną z kamienic których właścicielem jest Arcybractwo Miłosierdzia.

## Historia
Na przełomie XIII i XIV wieku w miejscu obecnego budynku wzniesiono gotycką kamienicę, zwaną Kamienicą Szarą. Początkowo należała ona do rodziny Salomonów. W 1551 Mikołaj Salomon sprzedał ją Hieronimowi Sapale. Po jego bezdzietnej śmierci, w 1576, kamienica przeszła w spadku na jego rodzeństwo i ich dzieci. Na przełomie XVI i XVII wieku wszystkie części budynku zostały wykupione od poszczególnych właścicieli na potrzeby Arcybractwa Miłosierdzia Najświętszej Maryi Panny Bolesnej. W 1692 kamienica została gruntownie przebudowana. Z tego okresu pochodzi Komora Klejnotowa na parterze, której projekt wykonał ks. Jan Dalamars. W 1796 bractwo zostało zlikwidowane, a kamienica opuszczona. W 1817 ponownie stała się siedzibą reaktywowanego bractwa. W XIX wieku budynek został przebudowany. Z tego czasu pochodzi Sala Portretowa, przeznaczona na zebrania zarządu arcybractwa oraz figura umęczonego Chrystusa w narożu fasady.

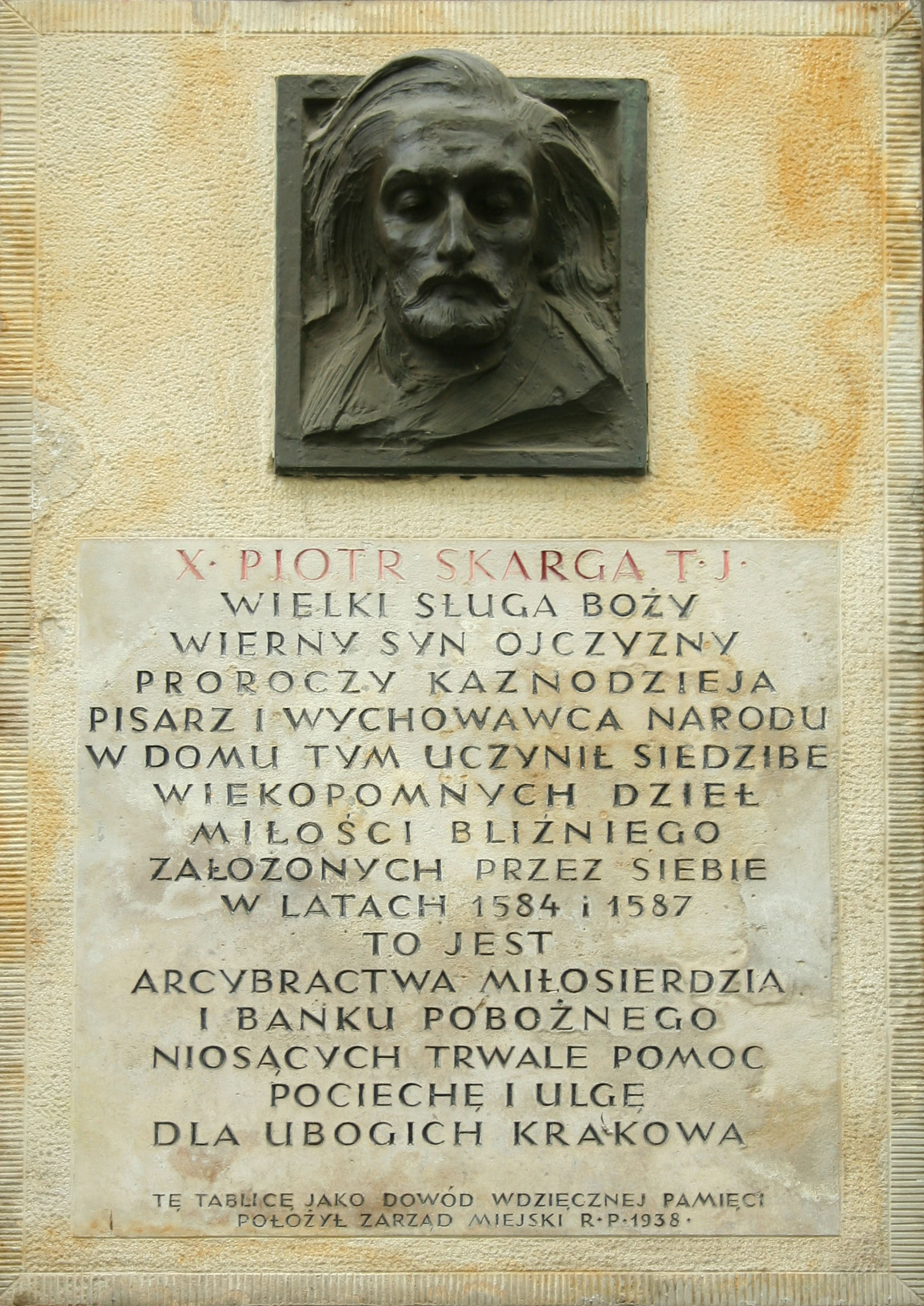
Tablica pamiątkowa Piotra Skargi na fasadzie kamienicy, autorstwa Karola Hukana.

## Źródła
- Encyklopedia Krakowa red. Antoni Henryk Stachowski, PWN 2000, ISBN 83-01-13325-2.
- Praca zbiorowa, red. prowadz. Joanna Czaj-Waluś Zabytki architektury i budownictwa w Polsce – Kraków, Krajowy Ośrodek Badań i Dokumentacji Zabytków, Warszawa 2007, ISBN 83-922906-8-2.